# 朝鮮大屠殺
《朝鮮大屠殺》（法語：Massacre en Corée）是巴勃羅·畢卡索於1951年1月18日創作的表現主義繪畫，為畢卡索的第三幅反戰作品，描繪一批行刑軍隊屠殺一群裸體婦女和兒童的情景，被認為是畢卡索對美國干涉朝鮮戰爭及相關暴行的譴責，目前在巴黎的畢加索博物館展出。

## 背景
《朝鮮大屠殺》是畢卡索繼1937年創作《格爾尼卡》和1944年至1945年創作《停屍房》後，第三幅以反戰為主題的畫作。這幅畫的標題明指在作畫前一年爆發的朝鮮戰爭，不過畢加索在作品中沒有準確描繪詳細的事件或準確的發生地點。
畢卡索過去曾經歷過的西班牙内战、第一次世界大战及第二次世界大戰等戰爭大幅度影響其藝術創作。雖然沒有參加過任何戰爭，但畢卡索經常以自己的作品發表政治聲明。其中第二次世界大戰標誌著一個重大動盪時期，在此期間，畢加索曾住在被佔領的巴黎。解放巴黎後，他的戰後藝術表現出反戰形象和和平象徵。他曾聲稱他的作品是一本「日記」，不僅記錄了他的個人生活，也記錄著他過去所處時代的情勢及衝突。

## 描繪
《朝鮮大屠殺》這幅作品的尺寸約為43英寸（1.1公尺）乘以82英寸（2.1公尺），比《格爾尼卡》小，但雙方的主題概念非常相似，《朝鮮大屠殺》的表現力比前者更強烈。該幅畫作則可能描繪1950年7月發生的老斤里事件，當時有大批朝鮮半島難民被美軍屠殺，或者受到同年的為美軍主導，向信川地區進行的信川良民虐殺事件影響。因此，《朝鮮大屠殺》的主軸則準確描繪平民被反共勢力所殺害的情景。對此，藝術評論家克爾斯滕·霍文·基恩 (Kirsten Hoving Keen) 則明確的表示：「畢卡索受到了美國在韓國暴行報導的啟發」。
在構圖方面，《朝鮮大屠殺》則強烈受到弗朗西斯科·戈雅的畫作《1808年5月3日的枪杀》的影響，該者畫作描繪西班牙半島戰爭初期，拿破崙的士兵若阿尚·繆拉處決西班牙平民的情境。因此《朝鮮大屠殺》則是以戈雅作為藍本進行構圖製作，此外，畫作也受到愛德華·馬奈描繪了馬西米連諾一世處決的五幅畫作的影響。
與《1808年5月3日的槍殺》相似，畢卡索在《朝鮮大屠殺》以分叉構圖為標誌，將畫作的區域分為兩個截然不同的部分。左側為一群赤裸、狼狽的婦女和兒童躺在亂葬坑腳下，右邊則站著全副武裝、同樣赤身裸體的「騎士」，有著「類似於史前巨人的巨大四肢、堅硬肌肉」。整個畫作出現的人們則表現出相當僵硬的動作。
正如在過去繪畫和版畫中對於士兵的描繪，畫作騎士的頭盔已經扭曲呈現畸形的外觀，使用的武器是自中世紀到現代侵略工具的大雜燴；這被認為是畢卡索對於戰爭屠殺行為的諷刺。此外士兵們並沒有陰莖。與左側女性的懷孕狀態突出性特徵作為明顯的對比。不少觀眾解讀為「軍人以毀滅生命者的身份，用槍支代替了自己的陰莖從而閹割自己，並剝奪了下一代人的生命。」

## 意義和遺產
在畢卡索的作品中，《朝鮮大屠殺》比《格爾尼卡》更不為人知。與其他更著名的作品相比，《朝鮮大屠殺》在視覺敘事方面則表現的更加直白。因此在1951年首次展出時反響不佳的評價。展覽策展人伊莎貝爾·利穆贊 (Isabelle Limousin) 解釋道：「這對於這位藝術家的同時代觀眾來說顯得更加簡單、太易讀」，但她認為它是「非常強大的作品」。
巴塞羅那的畢加索博物館將這幅畫描述為：「畢加索最重要、且捍衛著人權的和平主義作品之一，其繪畫的意涵遠超越意識形態和立場。」
畢加索專家皮埃爾·戴克斯認為，這幅畫：「進入了殘酷繪畫的偉大傳統，並描繪著20世紀版本的無辜者大屠殺」。

## 破壞
2022年10月9日，環境壓力組織反抗滅絕的兩名活動家向正在墨爾本維多利亞國家美術館巡展的《朝鮮大屠殺》，使用強力膠將他們的手黏在保護畫作的有機玻璃上進行抗議，隨後這些活動人士被捕，但後來被無罪釋放。在該場事件中，畫作本身並未受到破壞。

## 另見
- 鴿子（畢卡索）（英语：Dove_(Picasso)），畢加索的石版畫 (1949)
- 韓國的反美情緒
- 保導聯盟事件
- 朝鲜屠杀事件列表
- 老斤里事件